# لاسك لينتس
لاسك لينتس (بالإنجليزية : L.A.S.K Linz) هو نادي كرة قدم في النمسا تأسس في 7 أغسطس 1908 يقع في لينتس. يلعب في الدوري النمساوي الأول لكرة القدم. يدربه أوليفر غلاسنر.
كلمة L.A.S.K بإسم النادي هي إختصار لكلمة : (Linzer Athletic Sport Club) والتي تعني النادي الرياضي في لينتس

## وصلات خارجية
- الموقع الرسمي